# 팔덕면
팔덕면(八德面)은 대한민국 전북특별자치도 순창군의 면이다.

## 개요
강천산 관광휴양단지 조성사업은 팔덕면 청계리․용산리 일원 205,718m2의 부지에 661억원을 투자해 타워형․빌라형 콘도 등 대규모 숙박시설을 비롯해 실내외 아쿠아시설, 소규모 회의장과 교육시설, 농산물직거래 판매장 등 상업시설이 들어설 예정이다.

## 행정 구역
- 광암리
- 구룡리
- 덕천리
- 산동리
- 서흥리
- 용산리
- 월곡리
- 장안리
- 창덕리
- 청계리

## 관광
- 강천산 군립공원